# جيا حميد شريف
جيا حميد شريف المعروف ب(جيا شريف)، ولد في 15 أيلول 1975 في منطقة زاخو التابعة لمحافظة دهوك. سياسي كوردي وعضو في الحزب الديمقراطي الكوردستاني. يعمل حالياً الحزب وعضواً في برلمان كوردستان. جيا شريف عضو لجنة العلاقات والجالية الكوردستانية، ونائب رئيس لجنة الشؤون البرلمانية في برلمان كوردستان. يجيد جيا شريف اللغات الكوردية والفارسية والهولندية والإنجليزية والعربية والتركية.

## التحصيل الدراسي
- بكالوريوس: جامعة آلبدا، الصحة (1997 – 2002)
- ماجستير: الإدارة الصحية (2002 – 2003)
- أكاديمية الحزب الديمقراطي الكوردستاني (2012).

## المناصب السياسية و الاجتماعية
- مترجم اللغات الكوردية والفارسية والهولندية لشؤون اللاجئين (1998 - 2004)
- عضو الفرع الثامن لمكتب التنظيم للحزب الديمقراطي الكوردستاني (2005 - 2009)
- مدير قسم جراحة القلب (2000 - 2004)
- عضو لجنة الجمعية الثقافية الكوردية (1994 - 2004)
- عضو الفرع الثامن لمكتب  المنظمات الجماهيرية والمهنية  (2009 - 2012)
- عضو الهيئة العاملة في الفرع الثامن، مسؤول مكتب الانتخابات، من ( 2012 - 2019 )

## مصدر
1. ↑  "جیا حمید شریف". برلمان كوردستان - العراق (بالإنجليزية). Archived from the original on 2022-12-30. Retrieved 2022-12-30.
2. ↑  "لجنة شؤون البرلمان والشكاوى تجتمع مع رئاسة ديوان البرلمان ومديرية شؤون الحسابات في البرلمان". برلمان كوردستان - العراق (بالإنجليزية). Archived from the original on 2022-12-30. Retrieved 2022-12-30.
3. ↑  "برلين... وفد من لجنة العلاقات والجالية الكوردستانية يزور أكاديمية كونراد أديناور شتيفتونك العريقة". برلمان كوردستان - العراق (بالإنجليزية). Archived from the original on 2022-12-30. Retrieved 2022-12-30.
4. ↑  "Kurdistan Parliament to Investigate Turkish, Iranian Bombardments". مؤرشف من الأصل في 2022-12-26.
5. ↑  "Kurdistan Democratic Party (KDP)". مؤرشف من الأصل في 2022-12-26.
6. ↑  "IKB'de yaşananlar PKK-IKB mi, PKK-KDP çatışması mı? "KDP-PKK arasında imzalanan protokolü PKK bozdu!"". Independent Türkçe (بالتركية). 11 Aug 2021. Archived from the original on 2022-12-26. Retrieved 2022-12-26.
7. ↑  "IKBY Milletvekili Chiya Sharif: Halepçe büyük bir katliamın adıdır! - Sivil Düşünce - Özgür Haber Portalı". www.sivildusunce.com (بالتركية). Archived from the original on 2022-12-26. Retrieved 2022-12-26.
8. ↑  "PKK threatens journalists, lawmakers in Kurdistan as regional tensions rise - Al-Monitor: Independent, trusted coverage of the Middle East". www.al-monitor.com (بالإنجليزية). Archived from the original on 2022-12-26. Retrieved 2022-12-26.

## روابط خارجية
- برلمان كوردستان